# Русско-Лозовской сельский совет
Ру́сско-Лозовско́й се́льский сове́т — входил до 2020 года в состав Дергачёвского района Харьковской области Украины.
Административный центр сельского совета находился в селе Русская Лозовая.

## История
- весна 1918 — дата образования сельского Совета депутатов трудящихся в составе … волости Харьковского уезда Харьковской губернии ДКР.
- С марта 1923 года по сентябрь 1930 — в составе Харьковского о́круга, с 1932 — Харьковской области УССР.
- Входил в Деркачёвский район Харьковской области. В период, когда Деркачёвский район был упразднён, входил в Харьковский район.
- После 17 июля 2020 года в рамках административно-территориальной реформы по новому делению Харьковской области[2][3] данный сельсовет и весь Дергачёвский район Харьковской области был ликвидирован; входящие в него населённые пункты и его территории были присоединены к Харьковскому району области.
- Сельсовет просуществовал 102 года.

## Общие сведения
Территория: 82,66 км².
Население: 5 297 человек (по перепеси 2001 года).
Состав: в 2000-х - 2020 - 30 депутатов и глава (укр. голова).

## Населённые пункты совета
- село Ру́сская Лозова́я
- село Но́вое
- село Пито́мник